# کانال لوئیسویل (اوهایو)
کانال لوئیسویل (به انگلیسی: Canal Lewisville) یک منطقهٔ مسکونی در ایالات متحده آمریکا است که در شهرستان کوشاکتن، اوهایو واقع شده‌است. کانال لوئیسویل ۱٫۰۸ کیلومتر مربع مساحت و ۳۲۰ نفر جمعیت دارد و ۲۳۵٫۳۱ متر بالاتر از سطح دریا واقع شده‌است.